# Willy Arni
Willy Arni (* 25. Juni 1899 in Mühledorf (SO); † 21. November 1977 ebenda) war ein Schweizer Politiker (FDP).

## Leben
Arni, Sohn des Landwirts und Feldkommissärs Fritz Arni, besuchte die Bezirksschule in Hessigkofen, die Handelsschule in Neuenburg sowie die Landwirtschaftliche Schule Wallierhof in Riedholz und arbeitete dann als Landwirt. In Mühledorf war er von 1920 bis 1941 Gemeindekassier und von 1941 bis 1973 Gemeindeammann. Von 1941 bis 1961 sass er im Solothurner Kantonsrat und war Vizepräsident der kantonalen FDP. Von 1947 bis 1967 war er Nationalrat. Zudem war er der Führer der solothurnischen Bauern, Vorstandsmitglied des Schweizerischen Bauernverbandes und Verwaltungsrat einer Regionalbank.
Arni war mit Hedwig Pauli aus Boll verheiratet.